# Bottiglie privè
Bottiglie privè è un singolo del rapper italiano Sfera Ebbasta, pubblicato il 28 ottobre 2020 come primo estratto dal terzo album in studio Famoso.

## Video musicale
Il videoclip, diretto da Pepsy Romanoff, è stato reso disponibile il 3 novembre 2020 attraverso il canale YouTube del rapper. Il video è stato girato nel Comune di Cinisello Balsamo.

## Tracce
Testi di Gionata Boschetti, musiche di Paolo Alberto Monachetti e Massimo D'Ambra.
1. Bottiglie privè – 3:09

## Classifiche

### Classifiche settimanali
| Classifica (2020) | Posizione massima |
| ----------------- | ----------------- |
| Italia            | 1                 |
| Svizzera          | 72                |

### Classifiche di fine anno
| Classifica (2020) | Posizione |
| ----------------- | --------- |
| Italia            | 50        |